# 沖縄県立宮古農林高等学校
沖縄県立宮古農林高等学校（おきなわけんりつ みやこのうりんこうとうがっこう）は、かつて沖縄県宮古島市に所在した公立の農業高等学校である。
2008年（平成20年）4月に本校と沖縄県立翔南高等学校とを統合した沖縄県立宮古総合実業高等学校が発足。本校は、在校生が卒業した2010年（平成22年）3月をもって閉校した。

## 設置学科
- 施設園芸学科
- 農業工学科
- 畜産学科
- 生活科学科
- 生物生産科
- 環境工学科
- 生活福祉科

## 沿革
- 1946年（昭和21年）4月1日 - 宮古群島政府立宮古中学校に農科を併設[1][2]。
- 1947年（昭和22年）4月1日 - 宮古群島政府立宮古高等学校農林部となる[1]。
- 1948年（昭和23年）4月1日 - 学制改革に伴い宮古農林高等学校に改称[1]。
- 1952年（昭和27年）4月1日 - 琉球政府に移管され、琉球政府立宮古農林高等学校となる。また、男女共学となる[1]。
- 1972年（昭和47年）5月15日 - 本土復帰に伴い沖縄県立宮古農林高等学校に改称[1]。
- 2008年（平成20年）4月1日 - 本校と沖縄県立翔南高等学校とを統合し、宮古総合実業高校が発足[1]。
- 2010年（平成22年）3月2日 - 閉校式[2]。

## 環境工学科環境班の活動
環境工学科環境班の研究「宮古の水を守れ～土壌蓄積リンで環境に優しい有機肥料作り～」が、2004年、日本河川協会第3回青少年研究活動賞を受賞し、さらにスウェーデンのストックホルムで日本人初の第8回ストックホルム青少年水大賞を受賞した。同賞は「水のノーベル賞」とも呼ばれ、世界の青少年を対象に、地球規模で水の保全、保護及び水資源管理などに取り組むことを支援する目的で設けられたもので、環境工学科環境班は河川がなく、飲み水のすべてを地下水に頼らざるを得ない宮古島にて化学肥料による汚染から、命の源である地下水を守るため、有機肥料バイオ・リンの研究開発を発表し、製造した肥料を地域の農家に普及させ地下水保全に取り組んできたことが評価された。

## 翔南高校との統合
沖縄県教育委員会は、2002年度に県立高校編成整備計画を策定。この計画では、本校と翔南高校とを統合し、2007年4月に新たに「沖縄県立宮古総合実業高等学校（仮称）を開校することとされた。しかし、宮古島市において地域説明会が初めて開かれたのは、計画策定から3年が経過した2006年6月1日であり、説明会においては、長期間説明会が開かれす地域住民を軽視している、両校は宮古の第一次産業の人材育成に寄与しており、統合すると人材育成に支障が出る、等の反対意見が相次いだ。これを受けて、翌6月2日の会合で、沖縄県教育庁及び沖縄県教育委員会は、地域住民のコンセンサスが得られないと判断し、開校を一年先送りすることを決定した。